# 凹子黄堇
凹子黄堇（学名：Corydalis pallida var. sparsimamma）为罂粟科紫堇属下的一个变种。

## 扩展阅读
- 維基物種上的相關：凹子黄堇